# Жительницы Фтии
«Жительницы Фтии» — трагедия древнегреческого драматурга Софокла (V век до н. э.), основанная на мифологическим материале. Её текст почти полностью утрачен.
Судя по названию, действие пьесы происходило во Фтии, в царстве Пелея. Подробности неизвестны, а сохранившегося текста недостаточно для извлечения надёжных данных о сюжете. Предположительно два уцелевших отрывка из трёх относятся к репликам Феникса в адрес его воспитанника Ахилла, сына Пелея.
Аристотель в трактате «Поэтика» отнёс эту трагедию к числу «этических», то есть описывающих человеческие нравы.